# ميليندا وانغ
ميليندا وانغ (بالصينية: 王展玲) هي متزلجة فنية صينية، ولدت في 18 ديسمبر 1990 في نيويورك في الولايات المتحدة.

## وصلات خارجية
- ميليندا وانغ على موقع الاتحاد الدولي للتزلج (الإنجليزية)